# Надзвичайні і Повноважні Посли України в країнах Північної Америки

Надзвичайні і Повноважні Посли України в країнах Північної Америки

## Антигуа і Барбуда
1. Грищенко Костянтин Іванович
2. Резнік Михайло Борисович
3. Шамшур Олег Владиславович
4. Моцик Олександр Федорович
5. Чалий Валерій Олексійови
6. Єльченко Володимир Юрійович[1]
7. Маркарова Оксана Сергіївна (2023-)

## Багамські острови
1. Сергеєв Юрій Анатолійович
2. Кислиця Сергій Олегович (2021—2024)

## Беліз
1. Драмарецька Оксана Валеріївна (2021-2025[2])

## Гватемала
1. Тараненко Олександр Сергійович
2. Бранашко Олексій Васильович
3. Спірін Руслан Миколайович
4. Драмарецька Оксана Валеріївна (2021-2025[3])

## Домініканська республіка
1. Пащук Віктор Вікторович
2. Гнєдих Олександр Іванович
3. Саєнко Тетяна Григорівна
4. Костюк Ірина Костянтинівна (в.о.)

## Канада
1. Родіонов Олексій (1991—1992), тимчасовий повірений у справах України в Канаді
2. Лук'яненко Левко Григорович (1992—1993), перший посол України в Канаді.
3. Батюк Віктор Гаврилович (1993—1996)
4. Фуркало Володимир Васильович (1996—1998)
5. Хандогій Володимир Дмитрович (1998—1999)
6. Щербак Юрій Миколайович (1999—2003)
7. Маймескул Микола Іванович (2004—2006)
8. Осташ Ігор Іванович (2006—2011)
9. Шевченко Марко Олександрович (2011—2012) т.п.
10. Пристайко Вадим Володимирович (2012—2014)
11. Шевченко Андрій Віталійович (2015—2021)
12. Ковалів Юлія Ігорівна (2022-2025)[4][5]
13. Плахотнюк Андрій Миколайович (2025-)[6]

## Коста-Рика
1. Тараненко Олександр Сергійович
2. Бранашко Олексій Васильович
3. Спірін Руслан Миколайович
4. Драмарецька Оксана Валеріївна (2021-2025[7])

## Куба
1. Тараненко Олександр Сергійович (1995—1997), посол
2. Кулініч Олександр Григорович (02.1997-10.1997) т.п.[8]
3. Свинарчук Євген Григорович (1997—2000)
4. Красільчук Володимир Ярославович (2000—2001) т.п.
5. Пащук Віктор Вікторович (2001—2005)
6. Харамінський Віктор Володимирович (2005) т.п.
7. Гнєдих Олександр Іванович (2005—2008)
8. Хрипунов Олександр Вікторович (2008—2009) т.п.
9. Саєнко Тетяна Григорівна (2009—2013)
10. Козлов Володимир Іванович (2013) т.п.
11. Божко Олександр Федорович (2013[9]—2014)[10]
12. Козлов Володимир Іванович (04.2014—09.2014) т.п.
13. Киричок Олександр Вікторович (09.2014—09.2016) т.п.
14. Хоменко Михайло Миколайович (10.2016—05.2021) т.п.
15. Фещенко Андрій Леонідович (2021) т.п.
16. Калінчук Олександр Анатолійович (2021) т.п.
17. Білик Ірина Володимирівна (2022) т.п.
18. Костюк Ірина Костянтинівна (2022-)

## Мексика
1. Щербак Юрій Миколайович (1997—1998)
2. Власенко Олег Вікторович (1999—2000) т.п.
3. Тараненко Олександр Сергійович (2004—2006)
4. Спірін Руслан Миколайович (2006—2007) т.п.
5. Бранашко Олексій Васильович (2007—2012)
6. Спірін Руслан Миколайович (2012—2020)
7. Драмарецька Оксана Валеріївна (2020[11]-2025[12])
8. Погорельцев Сергій Олексійович (2025[13]-)

## Панама
1. Тараненко Олександр Сергійович
2. Бранашко Олексій Васильович
3. Спірін Руслан Миколайович
4. Драмарецька Оксана Валеріївна (2021-2025[14])

## США
1. Голіцинський Євген Миколайович (1919)
2. Бачинський Юліан Олександрович (1919—1921)
3. Білорус Олег Григорович (1992—1994)
4. Щербак Юрій Миколайович (1994—1998)
5. Бутейко Антон Денисович (1998—1999)
6. Грищенко Костянтин Іванович (2000—2003)
7. Резнік Михайло Борисович (2003—2005)
8. Корсунський Сергій Володимирович (2005—2006) т.п.
9. Шамшур Олег Владиславович (2006—2010)
10. Моцик Олександр Федорович (2010—2015)
11. Брисюк Ярослав Володимирович (2015) т.п.
12. Чалий Валерій Олексійович (2015—2019)
13. Яневський Андрій Сергійович (2019) т.п.
14. Єльченко Володимир Юрійович (2019—2021)
15. Маркарова Оксана Сергіївна (2021-)

## Тринідад і Тобаго
1. Кучинський Валерій Павлович
2. Сергеєв Юрій Анатолійович
3. Моцик Олександр Федорович (за сумісництвом, 2011—2015)[15]
4. Чалий Валерій Олексійович (за сумісництвом, 2016[16]—2019)
5. Кислиця Сергій Олегович (2021—2024)

## Ямайка
1. Кучинський Валерій Павлович
2. Сергеєв Юрій Анатолійович
3. Єльченко Володимир Юрійович (2019; 2020—2021)